# Plectoderoides uniformis
Plectoderoides uniformis är en insektsart som beskrevs av Ronald Gordon Fennah 1956. Plectoderoides uniformis ingår i släktet Plectoderoides och familjen vedstritar. Inga underarter finns listade i Catalogue of Life.